# Anatoli Riapolov
Anatoli Riapolov (Rusia, 31 de enero de 1997) es un atleta ruso especializado en la prueba de salto de longitud, en la que consiguió ser campeón mundial juvenil en 2013.

## Carrera deportiva
En el Campeonato Mundial Juvenil de Atletismo de 2013 ganó la medalla de oro en el salto de longitud, con un salto de 7.79 metros, superando al chino Fang Yaoqing (plata con 7.53 metros) y al estadounidense Isaiah Moore (bronce también con 7.53 metros).